# Garcinia jumellei
Garcinia jumellei là một loài thực vật có hoa trong họ Bứa. Loài này được ined. mô tả khoa học đầu tiên.